# Frank Spellman
Frank Spellman (* 17. September 1922 in Malvern, Pennsylvania; † 12. Januar 2017) war ein US-amerikanischer Gewichtheber.

## Werdegang
Er begann relativ spät, nämlich erst 1940 mit dem Gewichtheben. 1942 trat er in die US-Army ein und wurde in Europa eingesetzt. Er war unter anderem an der alliierten Invasion in der Normandie beteiligt. Er überstand den Krieg unverletzt und wurde im Dezember 1945 ehrenhaft aus der Army entlassen. Er begann sofort wieder mit dem Training und schloss sich dem Barbell Club York, Pennsylvania, an. Die Erfolge kamen schnell, schon 1946 wurde er US-amerikanischer Meister im Mittelgewicht mit 375 kg im olympischen Dreikampf. 1946 startete er auch erstmals bei Weltmeisterschaften. Höhepunkt seiner Karriere war der Olympiasieg 1948 in London. Nach diesem Sieg hob er zwar noch einige Jahre weiter und konnte bei US-Meisterschaften noch einige gute Plätze belegen, aber die Qualifikation für große Meisterschaften gelang ihm nicht mehr. 1952 versuchte er sogar, sich im Leichtgewicht für die Olympischen Spiele in Helsinki zu qualifizieren. Er hatte dazu 8 kg seines Körpergewichts abtrainiert. Er wurde in der Olympiaausscheidung auch zweiter Sieger mit 347,5 kg hinter dem neuen Star Tamio Kono, der 360 kg hob, wurde aber nicht nominiert.
Neben dem Gewichtheben war Frank Spellman auch ein hervorragender Powerlifter, insbesondere zeigte er im Bankdrücken ganz hervorragende Leistungen.

## Internationale Erfolge
(OS = Olympische Spiele, WM = Weltmeisterschaften, Le = Leichtgewicht, Mi = Mittelgewicht)
- 1946, 3. Platz, WM in Paris, Mi, mit 372,5 kg, hinter Khadr Sayed El Touni, Ägypten, 377,5 kg und John Terpak, USA, 375 kg;
- 1947, 2. Platz, WM in Philadelphia, Mi, mit 375 kg, hinter Stanley Stanczyk, USA, 405 kg und vor Kim Sung-Jip, Südkorea, 352,5 kg;
- 1948, Goldmedaille, OS in London, 390 kg, vor Peter George, USA, 382,5 kg und Kim Sung-Jip, 382,5 kg.

## Nationale Erfolge
Frank Spellman wurde US-amerikanischer Meister im Mittelgewicht 1946 mit 375 kg, 1948 mit 385 kg und 1961 mit 360 kg.

## US-amerikanische Rekorde
im beidarmigen Drücken:
- 116,0 kg, 1946,
- 117,0 kg, 1948,
- 117,5 kg, 1950.